# Valløy
Ne doit pas être confondu avec Vallø.
Valløy (ou Vallø) est une péninsule située au bord du fjord d'Oslo à Slagen dans la municipalité de Tønsberg dans le comté de Vestfold, en Norvège. La péninsule est située à l’entrée de la ville de Tønsberg par l’est. La péninsule est petite, elle ne fait qu’un kilomètre de long environ et un demi-kilomètre de large, mais elle a néanmoins été très importante dans l’histoire industrielle nationale et locale. Valløy était située dans l’ancienne municipalité de Sem, qui a fusionné avec Tønsberg en 1988.

## Histoire
La saline de Valløy a été créée en 1739. L’usine a été en activité jusqu’en 1860, date à laquelle elle a été fermée. Depuis lors, plusieurs entreprises industrielles ont suivi, dont la verrerie de Valløy, l’usine de papiers peints de Valløy et, à partir de 1899, la première raffinerie de pétrole de Scandinavie. Le premier maître de la distillation fut l’Autrichien Frantz Drtina. Après seulement quelques années, cette société a eu des problèmes de rentabilité, et une nouvelle société, A/S Valløy Oil Refinery, a été créée en 1905.
En lien avec les salines, l’église de Valløy a été construite en 1782. Pendant les guerres napoléoniennes, Valløy a été équipé en 1808 d’une batterie de canons et de défenses côtières pour défendre l’entrée de la ville de Tønsberg et les salines. Dans les années 1820, Valløy est devenu le port d’escale du premier navire à vapeur norvégien, le DS Constitutionen.
Le 24 avril 1945, la raffinerie et l’île sont bombardées par l’aviation britannique dans ce qui sera plus tard connu comme le bombardement de Vallø. Au moins 52 civils norvégiens ont été tués et un nombre inconnu de soldats allemands ont perdu la vie. La raffinerie, qui était exploitée par Esso Norway à partir de 1905, n’a repris ses activités qu’au début des années 1950. L’usine de papiers peints a également été reconstruite. À son apogée, plus de 500 personnes vivaient sur la péninsule, mais après la Seconde Guerre mondiale, leur nombre a radicalement chuté.
L’école de Valløy a été utilisée de 1915 à 1942.

## Pollution
Jusqu’en 1960, le pétrole était raffiné à l’aide d’acide sulfurique. Les déchets acides se sont déposés sur le côté est de Valløy et y sont restés jusqu’à ce qu’Esso Norway AS commence en 2015 les travaux d’élimination de la poix acide, de l’eau de Javel et d’autres résidus de pétrole. On estime qu’environ 300 000 tonnes de matériaux contaminés devront être évacuées par bateau ou par camion. Les travaux, qui sont réalisés par Veidekke Entreprenør AS et la société belge DEME Environmental Contractors (DEC), devraient être achevés en 2019.